# Erasistratos
Erasistratos, řecky Ἐρασίστρατος (asi 304 př. n. l. – asi 250 př. n. l.) byl starořecký lékař, jeden ze zakladatelů anatomie a patologie, představitel Alexandrijské lékařské školy. Narodil se na ostrově Kou. Pocházel z lékařské rodiny. Učili ho Metrodoros a Theofrastos. Stal se dvorním lékařem Seleuka I. Níkátóra. Pitval lidské mrtvoly a všímal si změn nemocných orgánů, z čehož usuzoval na příčinu smrti, čímž se dostal až na pomezí patologie. Jako první rozlišil mezi senzorickými a motorickými nervy, stejně tak je mu připisováno prvenství v rozlišení cév a žil. Anatomický pokrok dosáhl především při popisu fungování srdce. V mozku popsal koncový mozek a mozeček. Byl prvním představitelem pneumatismu, který byl založen na předpokladu, že život způsobuje jemná pára zvaná pneuma. Jako lékař kladl velký důraz na hygienu. Pravděpodobně spáchal sebevraždu, když pochopil, že trpí nevyléčitelnou chorobou. Zemřel na ostrově Samu.